# Madeleine Béjart
Madeleine Béjart (París, 8 de enero de 1618 - ibídem, 17 de febrero de 1672) fue una actriz francesa.

## Biografía
Madeleine formaba parte de una familia de actores parisina, era hermana de Joseph Béjart. A los veinte años tuvo un hijo con el protector de la familia, el duque de Modène. Entró en el Théâtre du Marais a finales de la década de 1630 y en 1643 fundó junto con Molière el «Illustre Théâtre» en donde fue directora durante un tiempo y demostró un gran talento de gestión, pero en 1645 el teatro cayó en bancarrota y Béjart junto a varios miembros de su familia y Molière marcharon al sur de Francia para poder sobrevivir representando las obras de Molière en numerosas localidades. En 1658 Béjart y su grupo teatral volvieron la París y fue la actriz principal de su amante, interpretando sus obras con gran fidelidad artística. 